# Godere
Godere (ou Godare,) est un woreda de la région Gambela, en Éthiopie.
Ce district a 38 781 habitants en 2007.
Sa principale agglomération est Meti.

## Géographie
Extrémité orientale de la région Gambela et de la zone Mezhenger, Godere est limitrophe des zones Sheka et Bench Sheko de la région Éthiopie du Sud-Ouest,.
Sa principale agglomération, Meti, n'est qu'à 16 km de Tepi dans la région Éthiopie du Sud-Ouest.
La limite sud du district longe la rivière Gilo.

## Histoire
Vers 1995, lors de la réorganisation du pays en régions, le district occupe pratiquement tout le territoire de l'actuelle zone Mezhenger. Il est alors considéré comme un woreda spécial directement rattaché à la région Gambela.
Godere se réduit par la suite à sa partie la plus peuplée, la frange orientale de la zone, tandis qu'un grand territoire s'en détache pour former le woreda Mengesh.

## Démographie
D'après le recensement national de 2007 réalisé par l'Agence centrale de la statistique (Éthiopie), Godere compte 38 781 habitants dont 18 % de citadins qui sont les 7 140 habitants de Meti.
Environ 42 % des habitants sont orthodoxes, 35 % sont protestants et 21 % sont musulmans.
En 2022, sa population est estimée à 61 079 personnes avec une densité de population de 103 personnes par km2 et 593 km2 de superficie.